# Wilhelm Hans Ahlmann

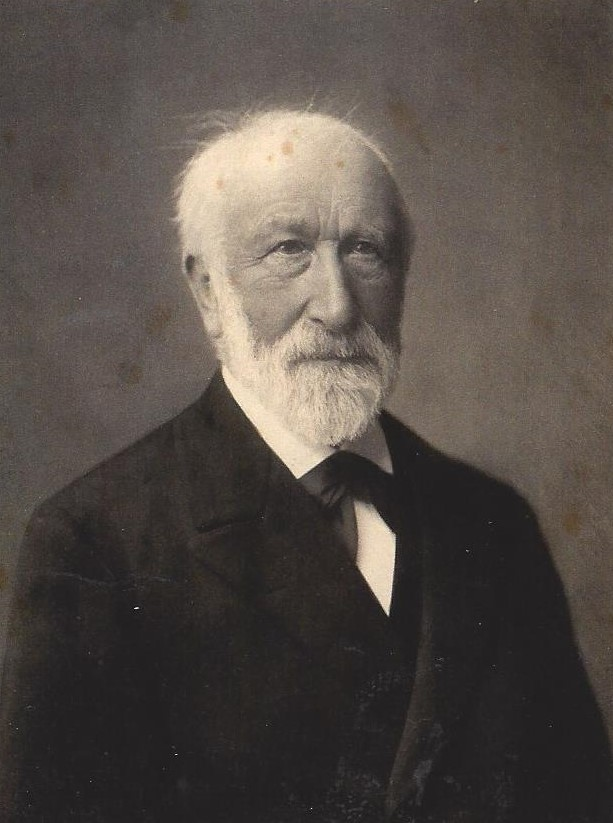
Wilhelm Ahlmann

Wilhelm Hans Ahlmann (* 13. Juli 1817 in Gravenstein; † 15. September 1910 in Kiel) war ein deutscher Politiker, Zeitungsverleger und Bankier im Herzogtum Schleswig und im Herzogtum Holstein sowie seit 1867 in der Provinz Schleswig-Holstein.

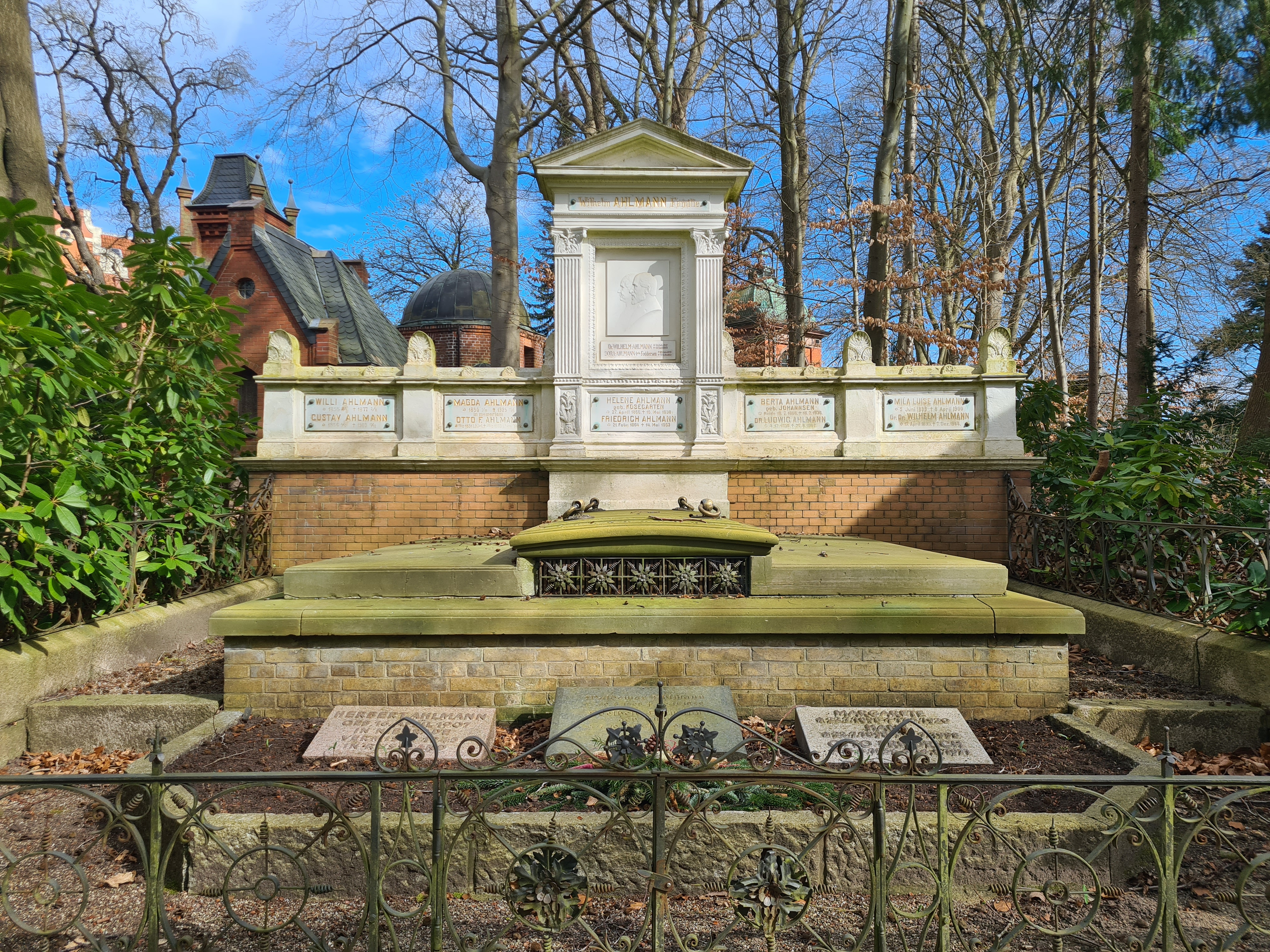
Das Grab von Wilhelm Ahlmann und seiner Ehefrau Dora geborene Feddersen im Familiengrab auf dem Südfriedhof in Kiel

## Familie
Die seit dem 16. Jahrhundert in Sonderburg nachweisbare Familie Ahlmann hatte zunächst hauptsächlich in der Schifffahrt und im Handel ihre Tätigkeitsfelder. Wilhelm Ahlmann war ein Sohn des Gravensteiner Kaufmannes Otto Friedrich Ahlmann (1786–1866) und seiner Ehefrau Anna Maria Magdalene Ahlmann, geb. Lorenzen.
Der Ehe von Wilhelm und Dora Ahlmann, geb. Feddersen, – geschlossen am 5. Oktober 1849 auf Gut Kieding Sundewitt – entstammten neun Kinder. Unter ihnen war der Sohn Ludwig Ahlmann. Verwandtschaftliche Beziehungen bestanden zum Neffen Johannes Ahlmann (1851–1939), Eisenindustrieller der Carlshütte (Büdelsdorf), und zum Großneffen Julius Ahlmann (1880–1931), ebenfalls ein Eisenindustrieller.

## Leben
Nach seiner kaufmännischen Lehre in der Kieler Getreidefirma Schneekloth & Sohn volontierte Wilhelm Ahlmann in Hamburg. Er trat im Alter von 23 Jahren in die Gelehrtenschule des Johanneums ein und erhielt 1842 das Abitur. Seit dem Wintersemester 1842/1843 studierte Ahlmann an der Universität Berlin. Hier besuchte er die Vorlesungen der Philosophischen Fakultät, in der er auch den Philosophen Friedrich Wilhelm Schelling, den Historiker Leopold von Ranke und den Staatsrechtler Friedrich Julius Stahl. Vom Nationalökonomen Georg Hanssen erhielt Ahlmann die Empfehlung zum Studium der Nationalökonomie. Aus diesem Grund wechselte er im Frühjahr 1844 an die Universität Tübingen. 1846 wurde Wilhelm Ahlmann in Tübingen mit einer Dissertation über den Entwurf einer schleswig-holsteinischen Gewerbeordnung promoviert. Danach wechselte er an die Philosophische Fakultät der Universität Kiel, wo er sich im Wintersemester 1846/47 habilitierte. Hier begann er im Sommersemester 1847 eine Lehrtätigkeit als Privatdozent für Nationalökonomie. Im selben Jahr zählte Ahlmann zu den Mitbegründern des Statistischen Vereins und des Handels- und Industrievereins.
Schon zu Beginn der Schleswig-Holsteinischen Erhebung wurde Ahlmann als ein führender Liberaler am 23. März 1848 zum Sekretär der Provisorischen Regierung Schleswig-Holsteins berufen – wie der Historiker Johann Gustav Droysen. Schon bald übernahm er innerhalb des Departments für Handel, Zoll- und Postwesen, das sich in der Zuständigkeit von Martin Thorsen Schmidt befand, die Aufgabe, das neu errichtete schleswig-holsteinische Postwesen nach zeitgenössischen Grundsätzen aufzubauen. Seit 13. August 1848 war Ahlmann als Verleger der Schleswig-Holsteinischen Zeitung tätig und mit Theodor Mommsen ein Mitglied der Redaktion. Im selben Jahr war er Beobachter der Frankfurter Nationalversammlung. Im August 1848 wurde er für den 26. Holsteinischen Wahlbezirk (Eckernförde) in die konstituierende Schleswig-Holsteinische Landesversammlung gewählt.
Nach dem Scheitern der Schleswig-Holsteinischen Erhebung und dem Frieden von Berlin kam es zur Wiederherstellung des Dänischen Gesamtstaats mit der Oberherrschaft über das Herzogtum Schleswig, das Herzogtum Holstein und das Herzogtum Sachsen-Lauenburg. Ahlmann musste die Universität Kiel verlassen. Er gründete das Bankhaus Wilhelm Ahlmann (1852) und die Kieler Zeitung (1864). Er saß von 1866 bis 1888 in der Kieler Stadtvertretung und von 1867 bis 1875 im Preußischen Abgeordnetenhaus.
Ahlmann wurde in der familieneigenen Gruft auf dem Kieler Südfriedhof beigesetzt,
Jens Ahlers schreibt über Ahlmann:

„Ahlmann bewahrte und verkörperte in den ersten Jahrzehnten der preußischen Provinz Schleswig-Holstein wie kein anderer die liberale Tradition der Erhebung. So wurde er auch der führende Mann bei der Planung und Vorbereitung der Historischen Ausstellung im Rahmen der Provinzialausstellung des Jahres 1896 und bei deren Umwandlung in ein Museum, die Historische Landeshalle.“

## Ehrungen
Anlässlich seines 90. Geburtstages erhielt die Ahlmannstraße im Kieler Stadtteil Ravensberg den Namen des langjährigen Stadtvertreters.